# Исихара, Сюнсо
Сюнсо Исихара (яп. 石原舜三; 10 марта 1934 — 2 марта 2020) — японский геофизик, иностранный член РАН (2003).
Автор более 250 научных публикаций, в том числе монографий на японском и английском языках.

## Биография
Родился 10 марта 1934 года в японском городе Хиросима.
В 1956 году окончил университет Хиросимы и до 1963 года работал в Геологической службе Японии.
В 1963 году уехал в США, где в этом же году защитил магистерскую диссертацию и до 1970 года преподавал в Колумбийском университете. В 1970 году вернулся в Японию и работал в университете Токио. В том же году защитил докторскую диссертацию и в течение пятнадцати лет занимался преподавательской деятельностью.
С 1985 по 1987 год Сюнсо Исихара возглавлял Департамент минеральных ресурсов Геологической службы Японии. В 1987—1989 годах руководил Агентством промышленной науки и технологии в Тохоку, в 1989 году был назначен директором Геологической службы Японии. В 1991—1993 годах Исихара находился на посту генерального директора Национального института развития науки и техники в промышленности. С 1993 года до ухода на пенсию в 1997 году занимал должность профессора геологии в университете Хоккайдо. С 2001 года он был советником Агентства промышленной науки и технологии.
22 мая 2003 года Сюнсо Исихара был избран иностранным членом Российской академии наук по Отделению наук о Земле (петрология).
Японский учёный являлся членом многих научных обществ Японии — Геологического общества, Общества геологических ресурсов, Геохимического общества, Минералогического общества. Также был избран в состав Общества экономических геологов США и Общества геологии полезных ископаемых, почетный член Геологического общества Америки с 2008 года.
В 1988 году он был удостоен награды Геологического общества Японии. В 1989 году был награжден серебряной медалью Общества экономических геологов США (за выдающийся вклад в геологию месторождений полезных ископаемых). В 2009 году был удостоен золотой медали международного Общества геологии месторождений полезных ископаемых (Society for Geology Applied to Mineral Deposits).